# Ga Yamok
Ga Yamok (Tiếng Hàn: 야목역, Hanja: 野牧驛) là ga tàu điện ngầm trên Tuyến Suin–Bundang, nằm ở nằm ở Yamok-ri, Maesong-myeon, Hwaseong, Gyeonggi-do. Nó bắt đầu hoạt động với việc khai trương Tuyến Suin vào tháng 8 năm 1937, ngừng xử lý hành khách vào tháng 1 năm 1996 và tiếp tục hoạt động như một ga đường đôi khổ tiêu chuẩn vào ngày 12 tháng 9 năm 2020

## Lịch sử
- 5 tháng 8 năm 1937: Mở cửa cho doanh nghiệp như một hạng dừng[1]
- 20 tháng 7 năm 1949: Hoạt động kinh doanh hành khách được nối lại (nhà ga đơn giản không có vị trí vào thời điểm đó)[2]
- 27 tháng 7 năm 1964: Thăng cấp lên trạm triển khai đơn giản[3]
- 20 tháng 7 năm 1972: Hạ cấp  xuống ga đơn không bố trí[4]
- 1 tháng 1 năm 1996: Hoạt động xử lý hành khách bị dừng lại do Tuyến Suin đình chỉ hoạt động kinh doanh[5]
- Năm 1996: Phá dỡ nhà ga
- 4 tháng 9 năm 2015: Đã xóa khỏi bảng khoảng cách đường sắt[6]
- 25 tháng 10 năm 2019: Tên ga được quyết định là Ga Yamok[7]
- 2 tháng 2 năm 2020: Chạy thử toàn diện giữa Suwon - Đại học Hanyang tại Ansan[8]
- 29 tháng 5 năm 2020: Bảng khoảng cách được sửa đổi theo việc bắt đầu sử dụng bảng khoảng cách đường sắt.[9]
- 12 tháng 9 năm 2020: Khai trương Tuyến Suin–Bundang

## Bố trí ga
| ↑ Eocheon       |
| ３１ \| ２４ \| |
| Sari ↓          |

| １·３ | ●Tuyến Suin–Bundang | ← Hướng đi Suwon · Seohyeon · Wangsimni                      |
| ２·４ | ●Tuyến Suin–Bundang | → Hướng đi Đại học Hanyang tại Ansan · Jeongwang · Incheon → |

## Xung quanh nhà ga
- Đường cao tốc Seohaean Khu dịch vụ Maesong

## Hình ảnh

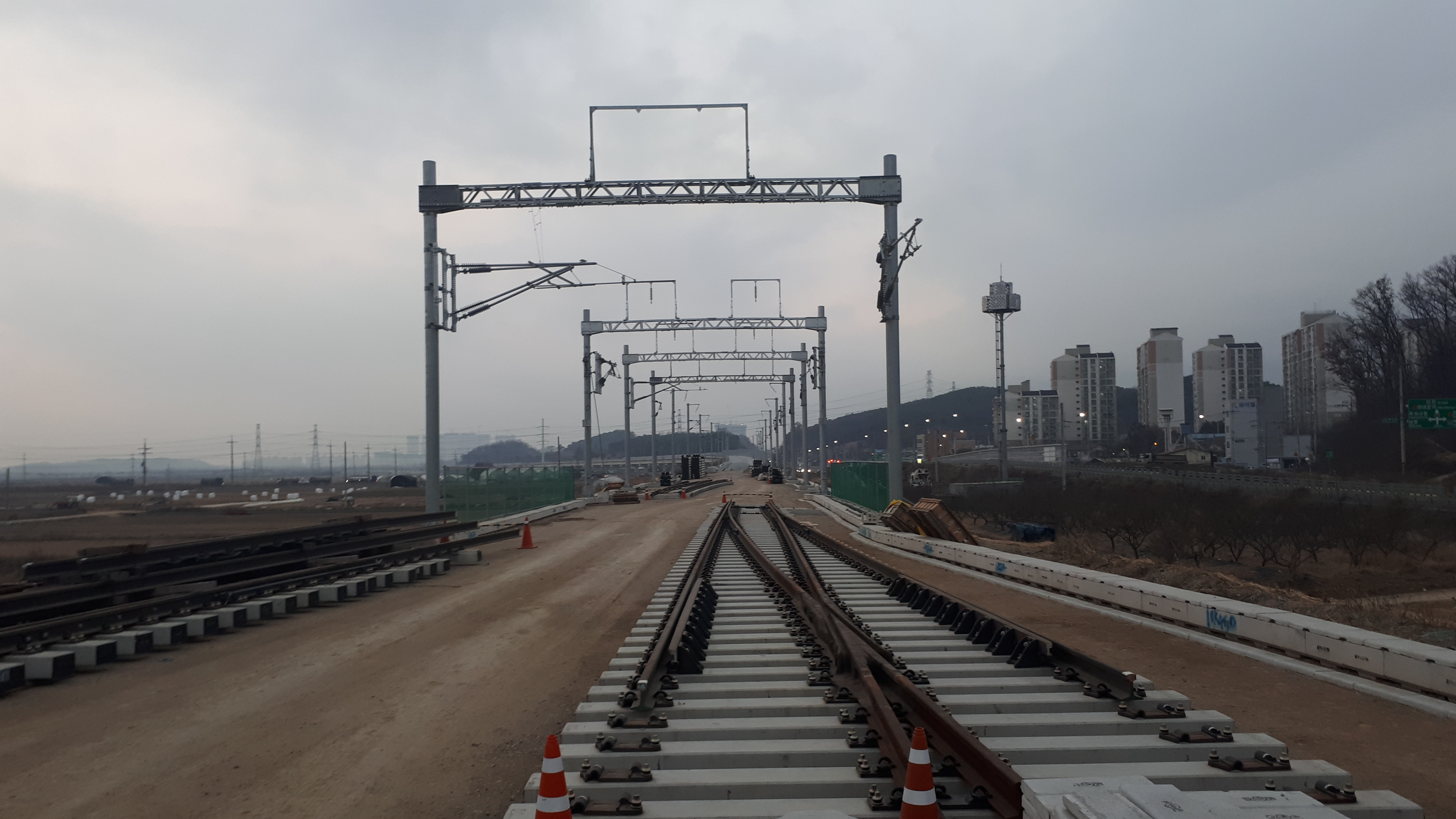
Đường ray lúc thi công (04/01/2019)
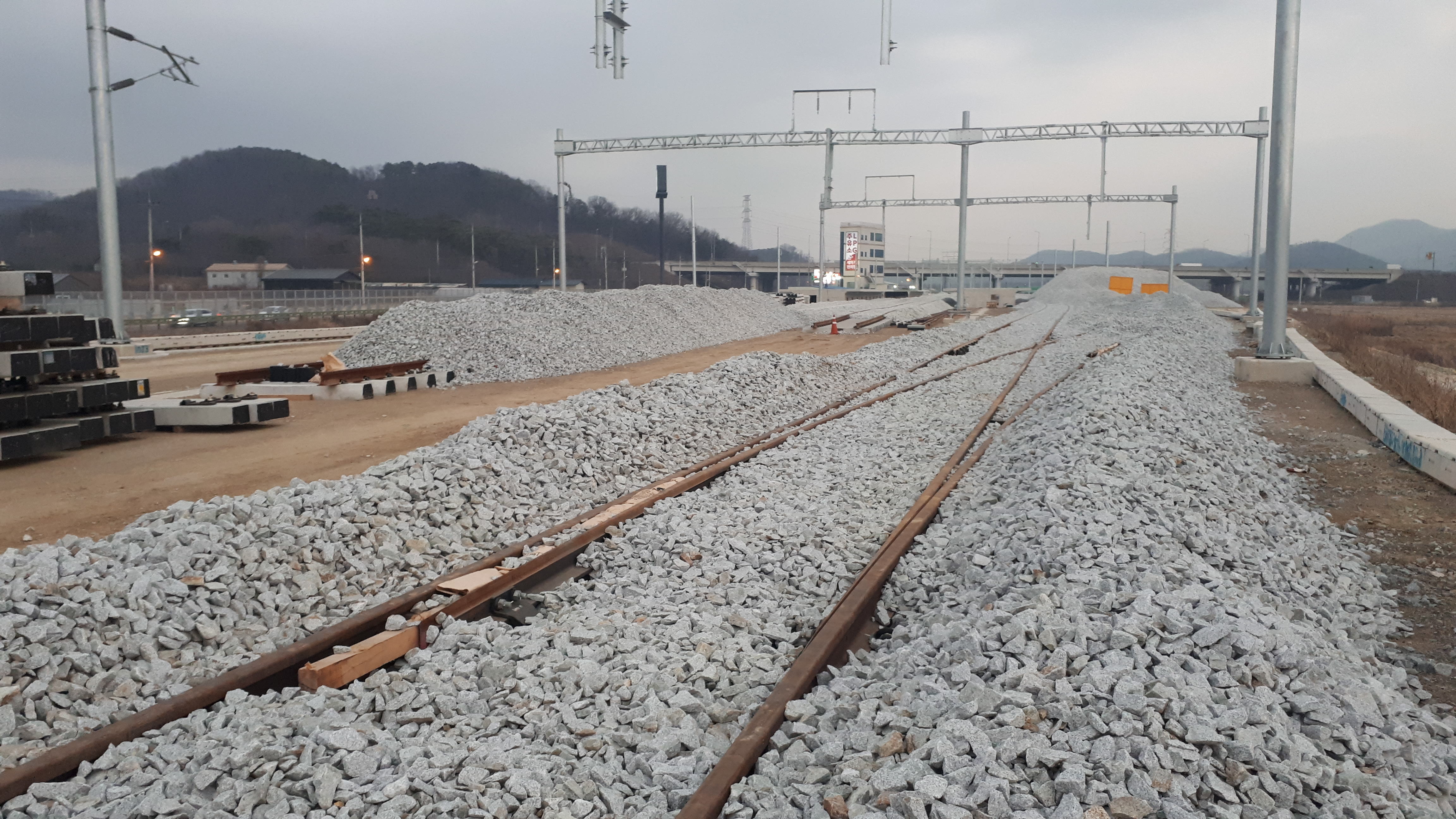
Quang cảnh lúc thi công (04/01/2019)
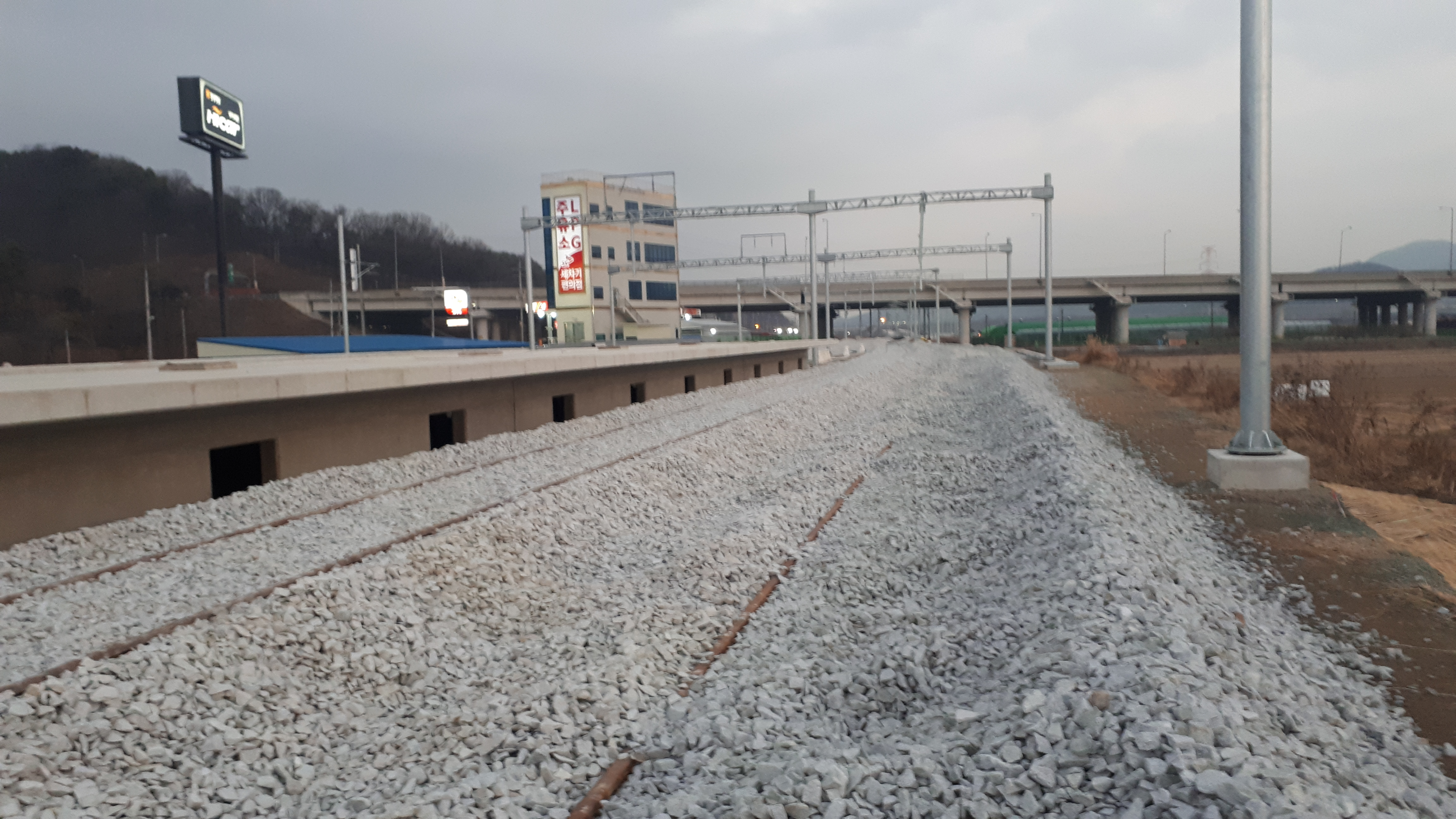
Quang cảnh lúc thi công (04/01/2019)
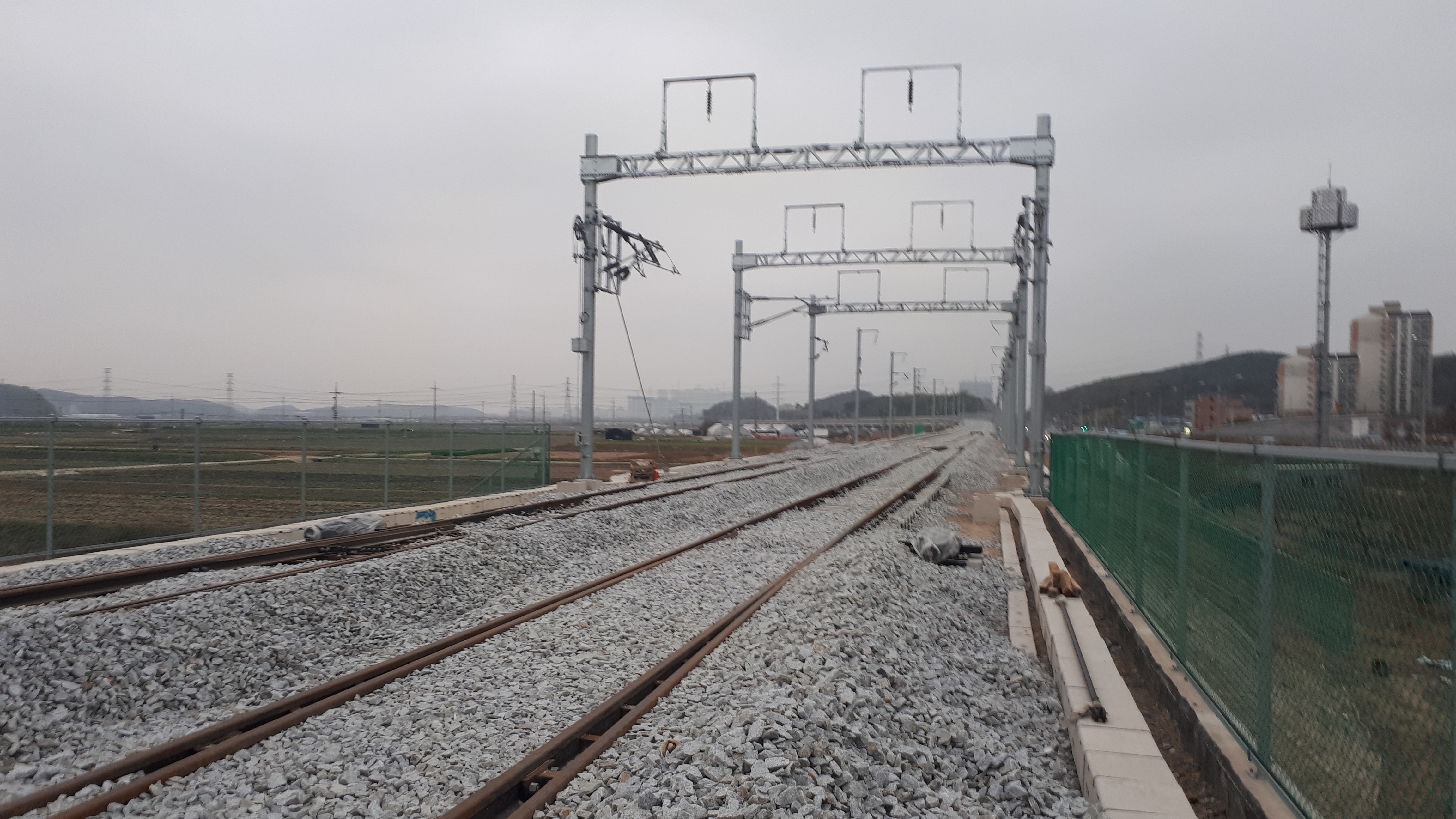
Đường ray lúc thi công (20/04/2019)
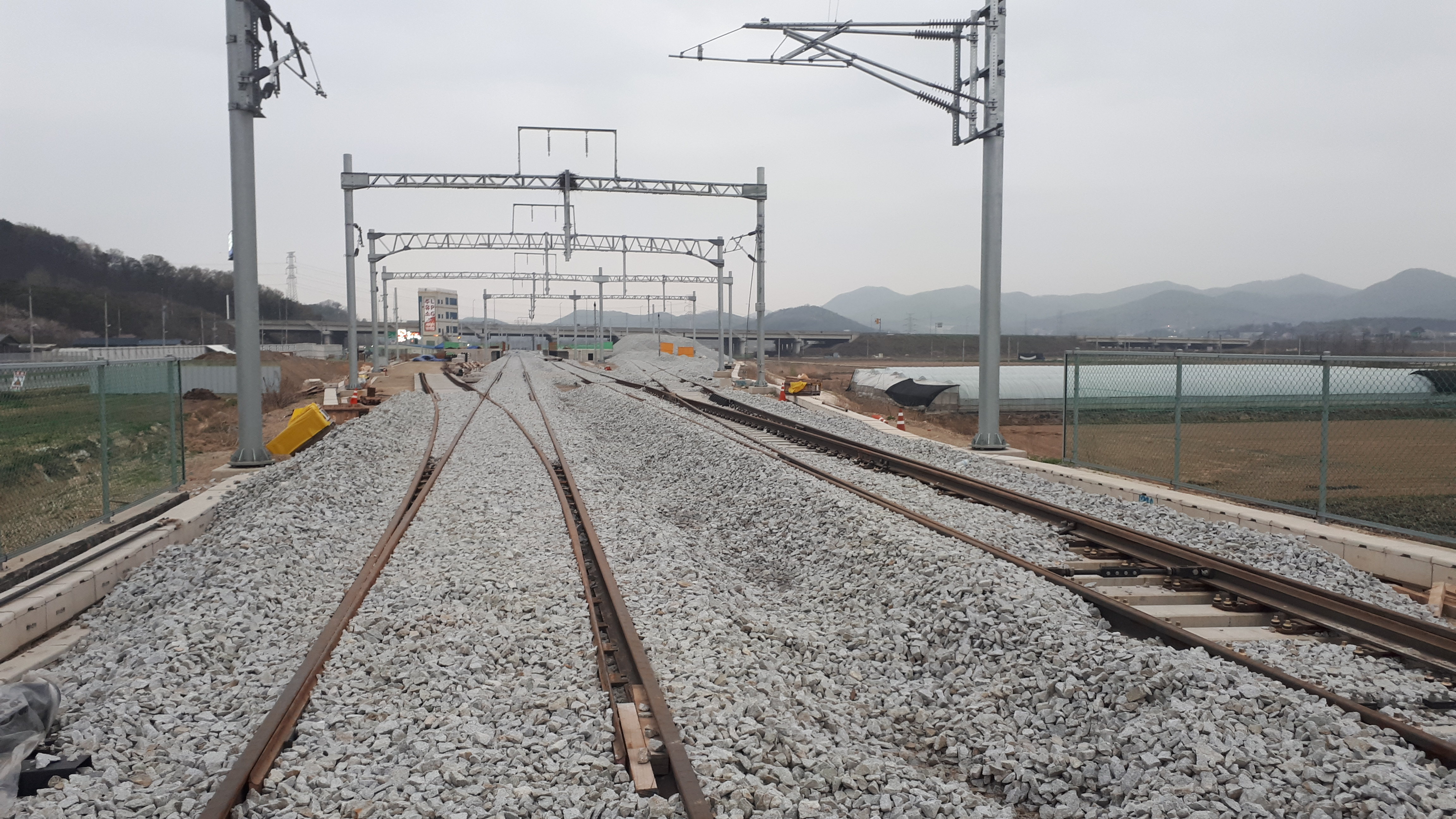
Đường ray lúc thi công (20/04/2019)
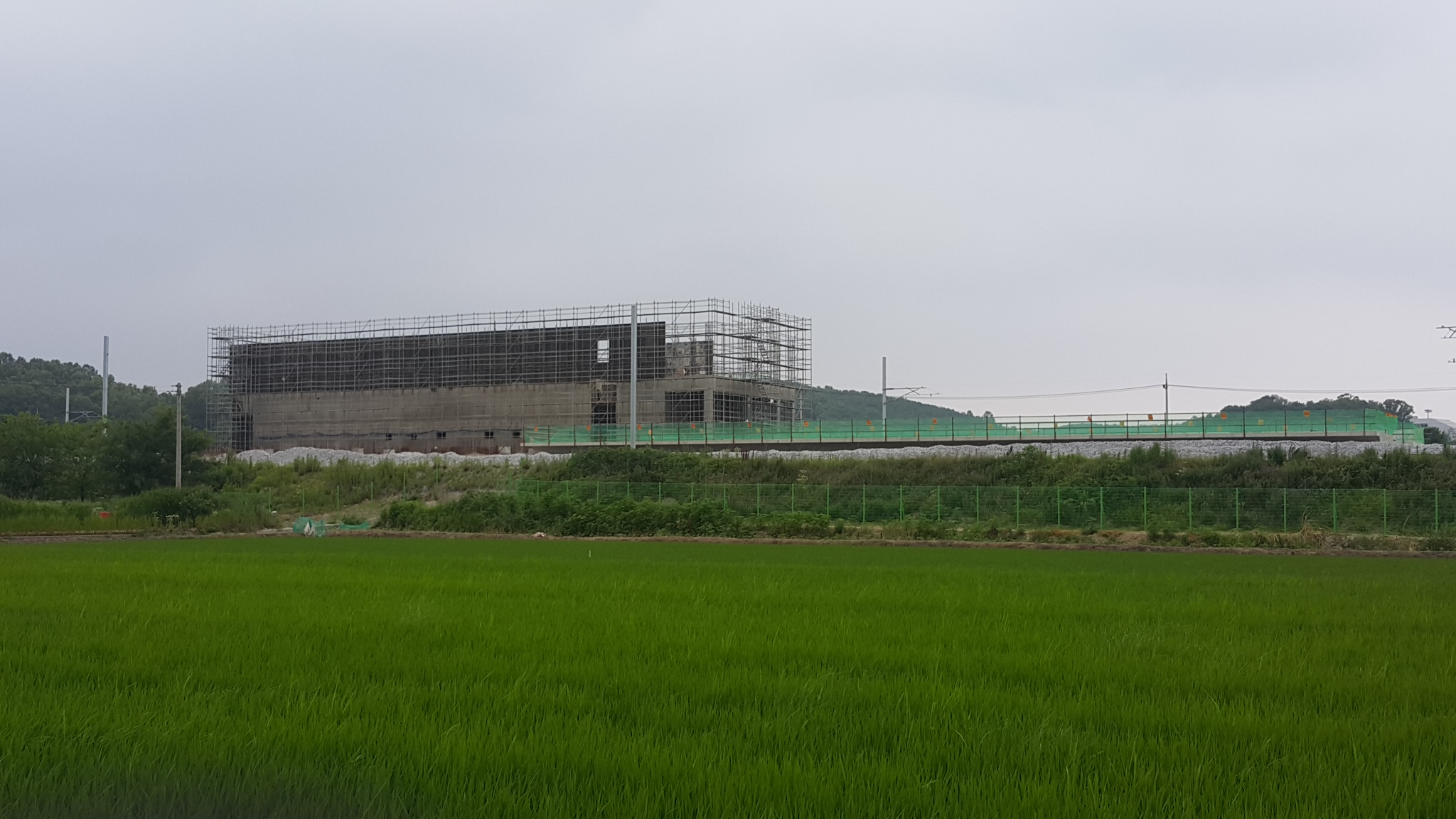
Quang cảnh lúc thi công (30/06/2019)
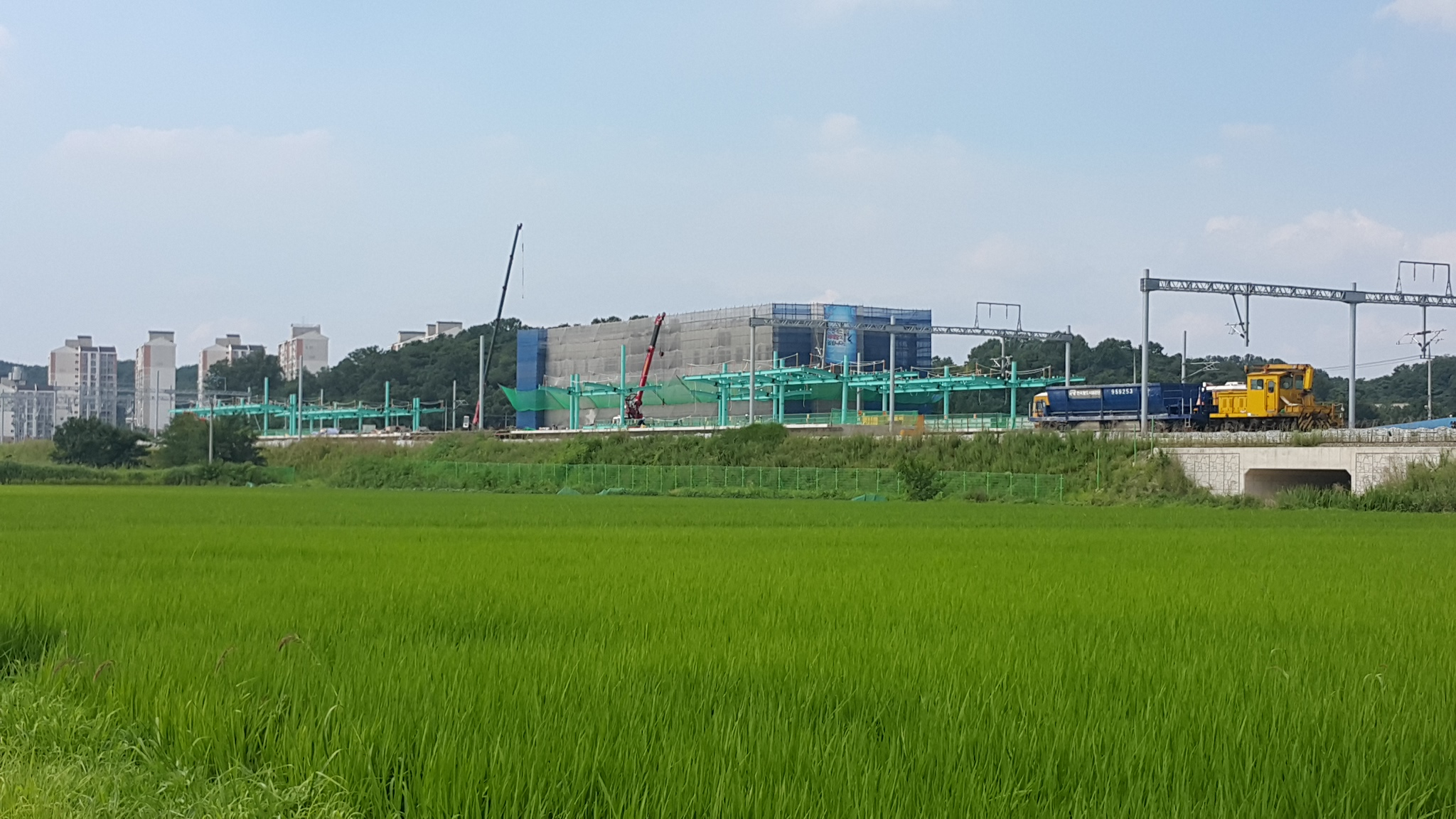
Quang cảnh lúc thi công (10/08/2019)
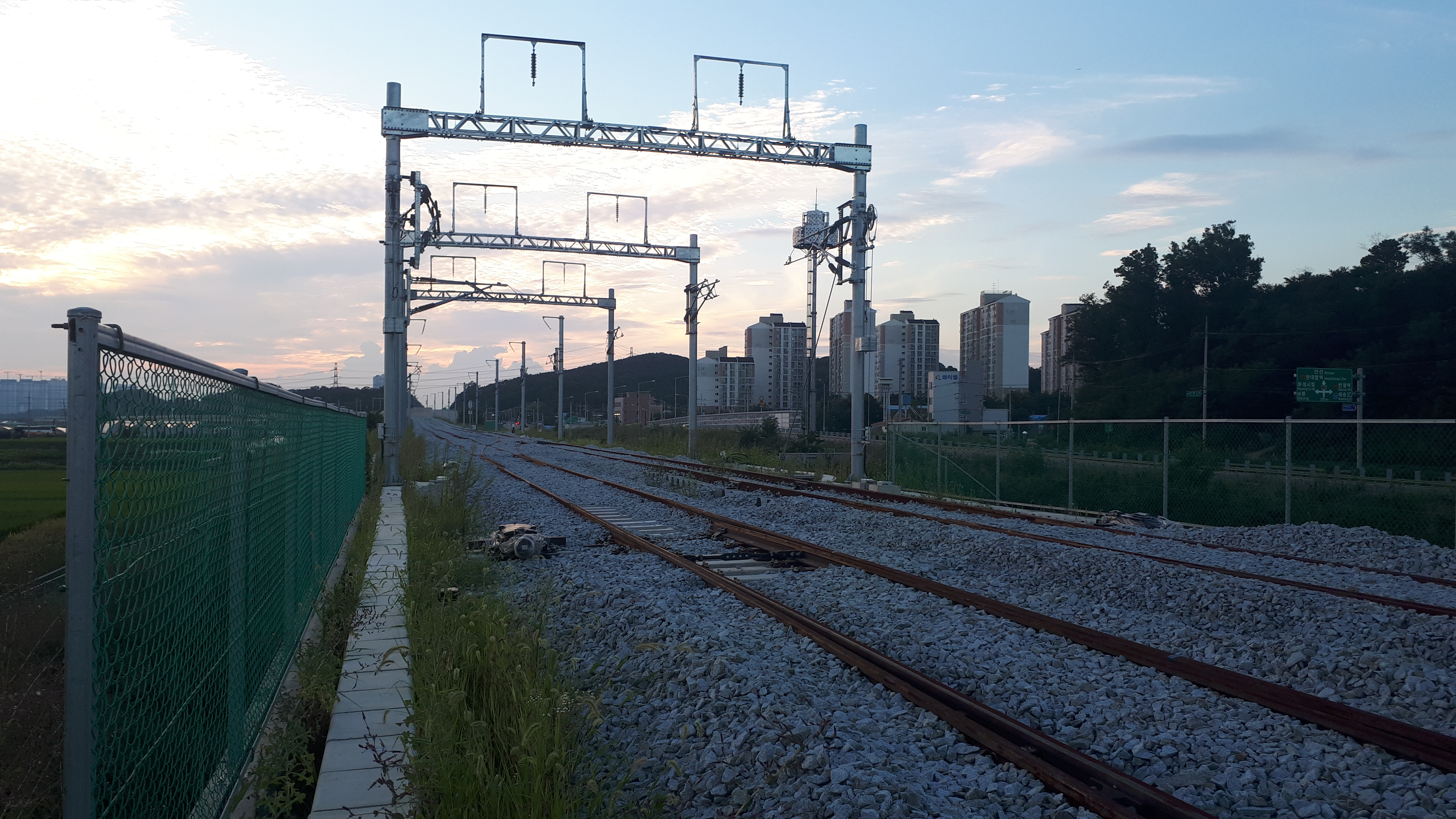
Đường ray lúc thi công (10/08/2019)
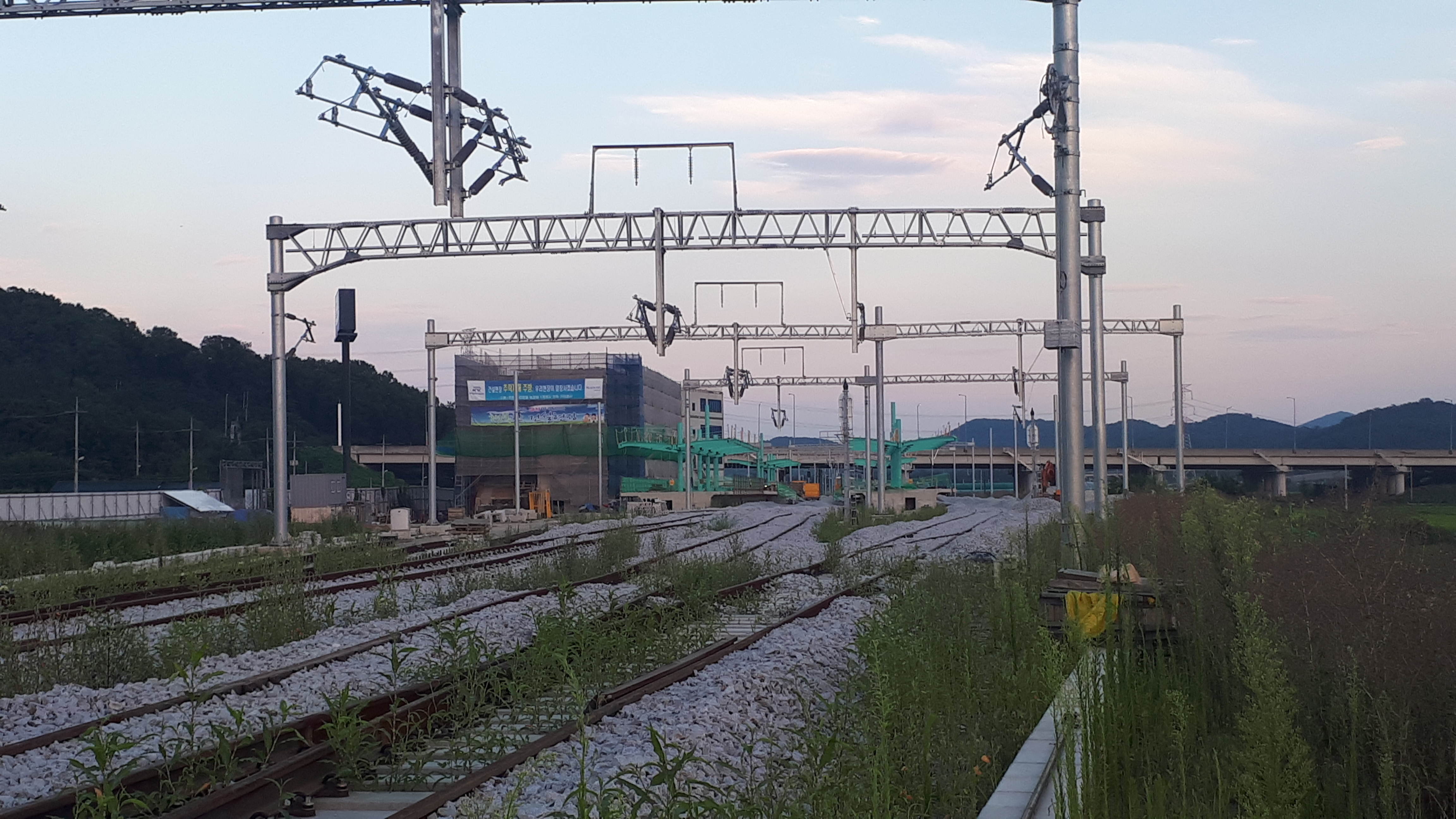
Quang cảnh lúc thi công (10/08/2019)
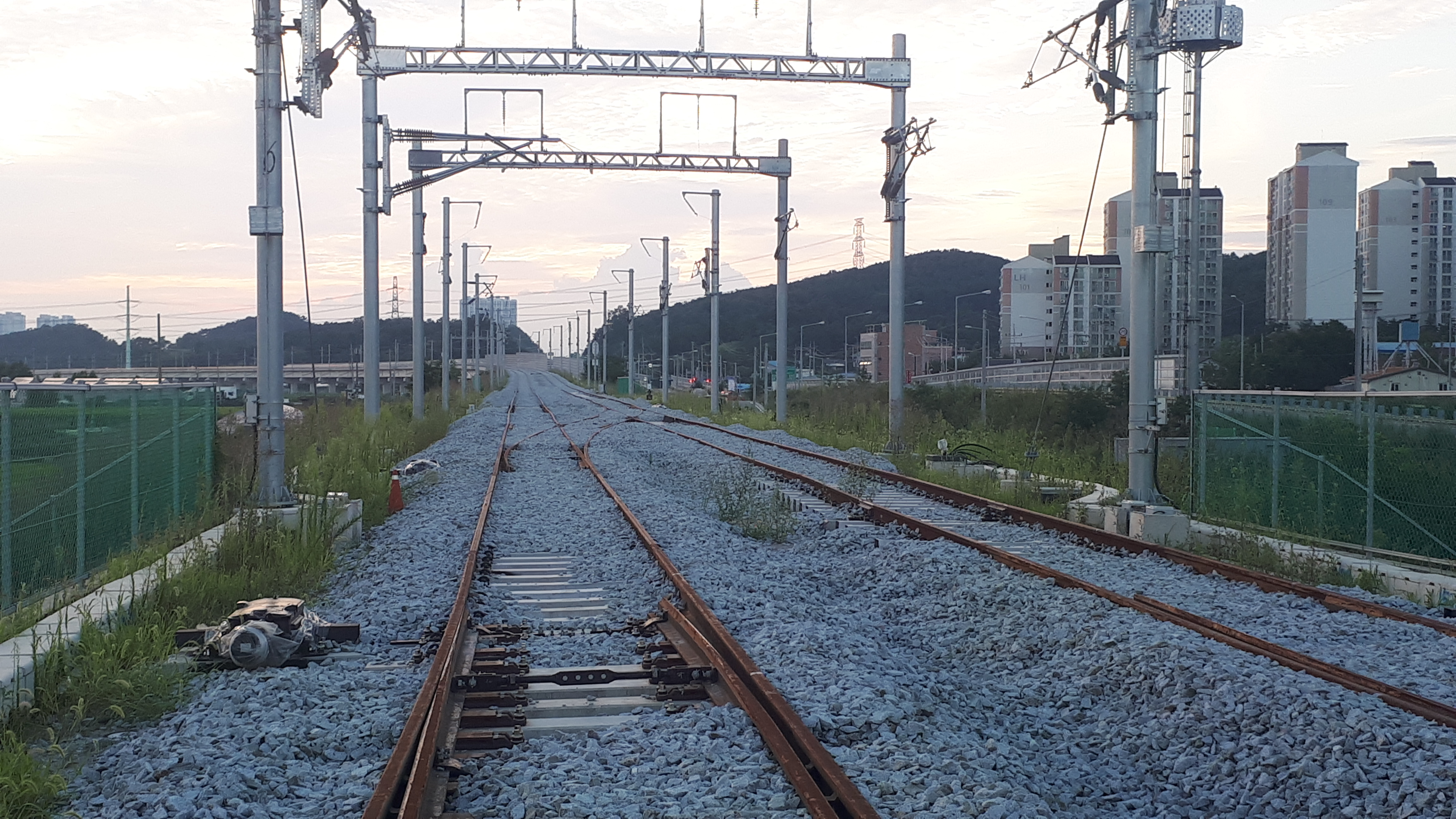
Đường ray lúc thi công (10/08/2019)
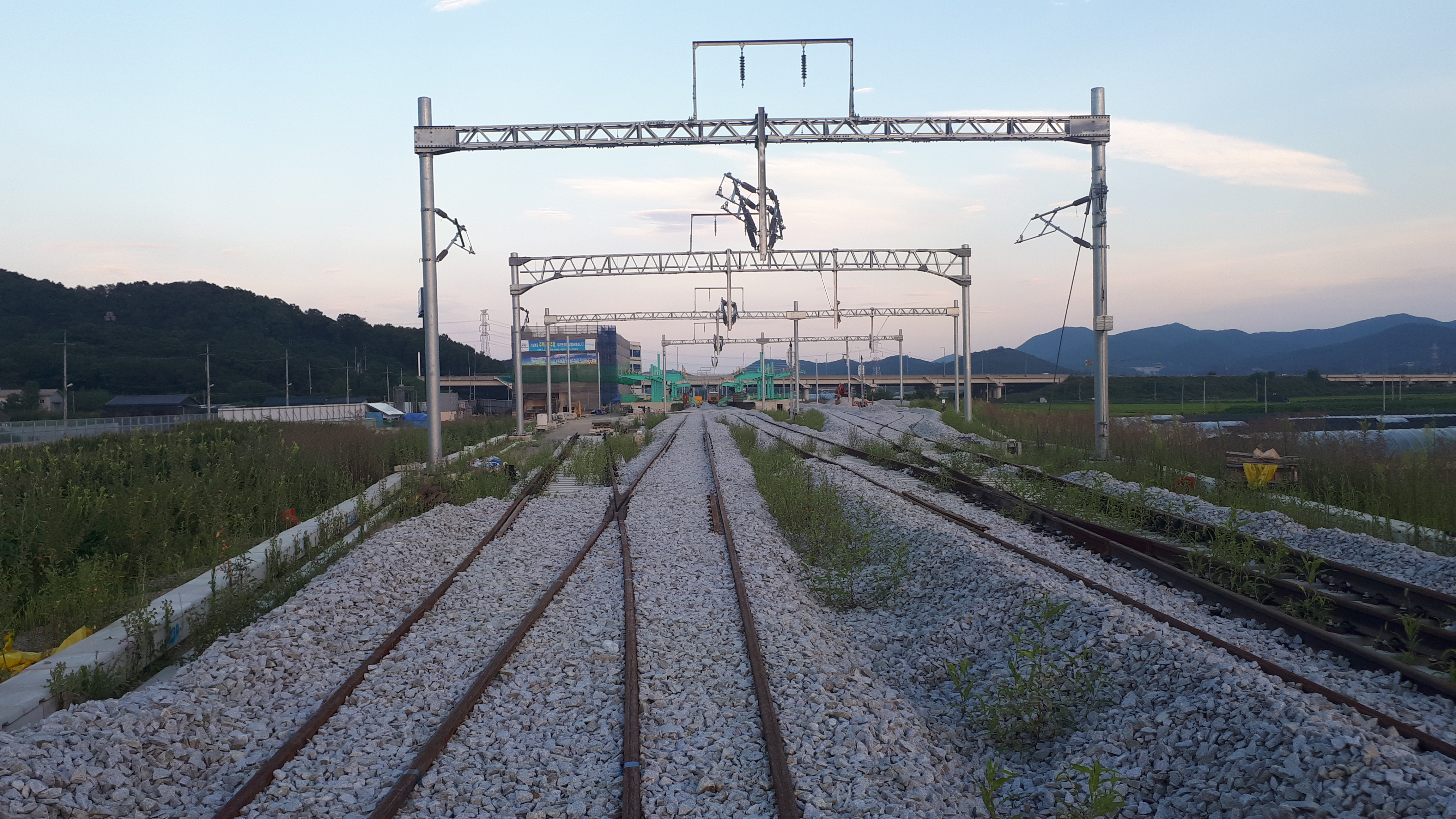
Quang cảnh lúc thi công (10/08/2019)
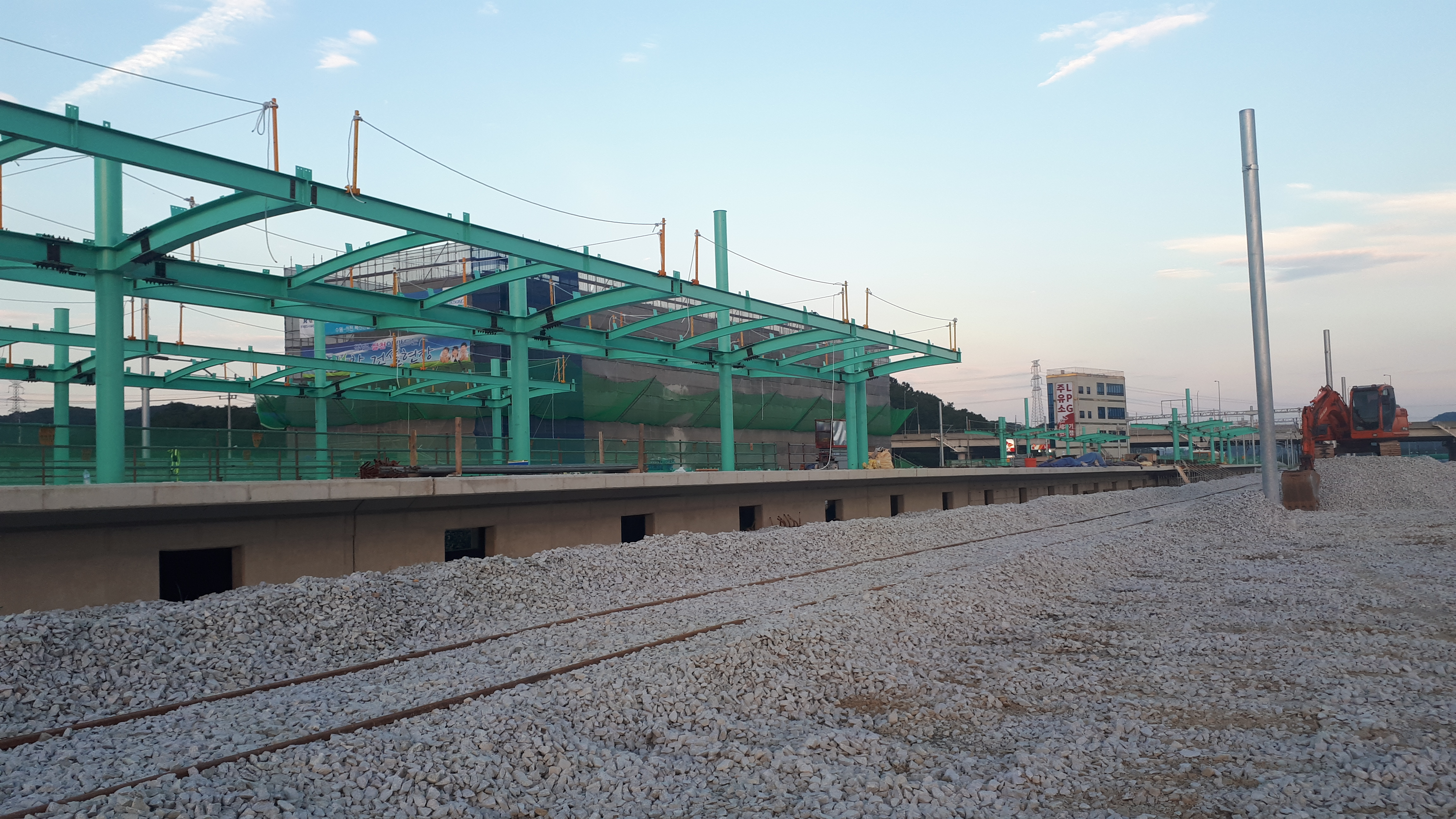
Mặt bằng lúc thi công (10/08/2019)
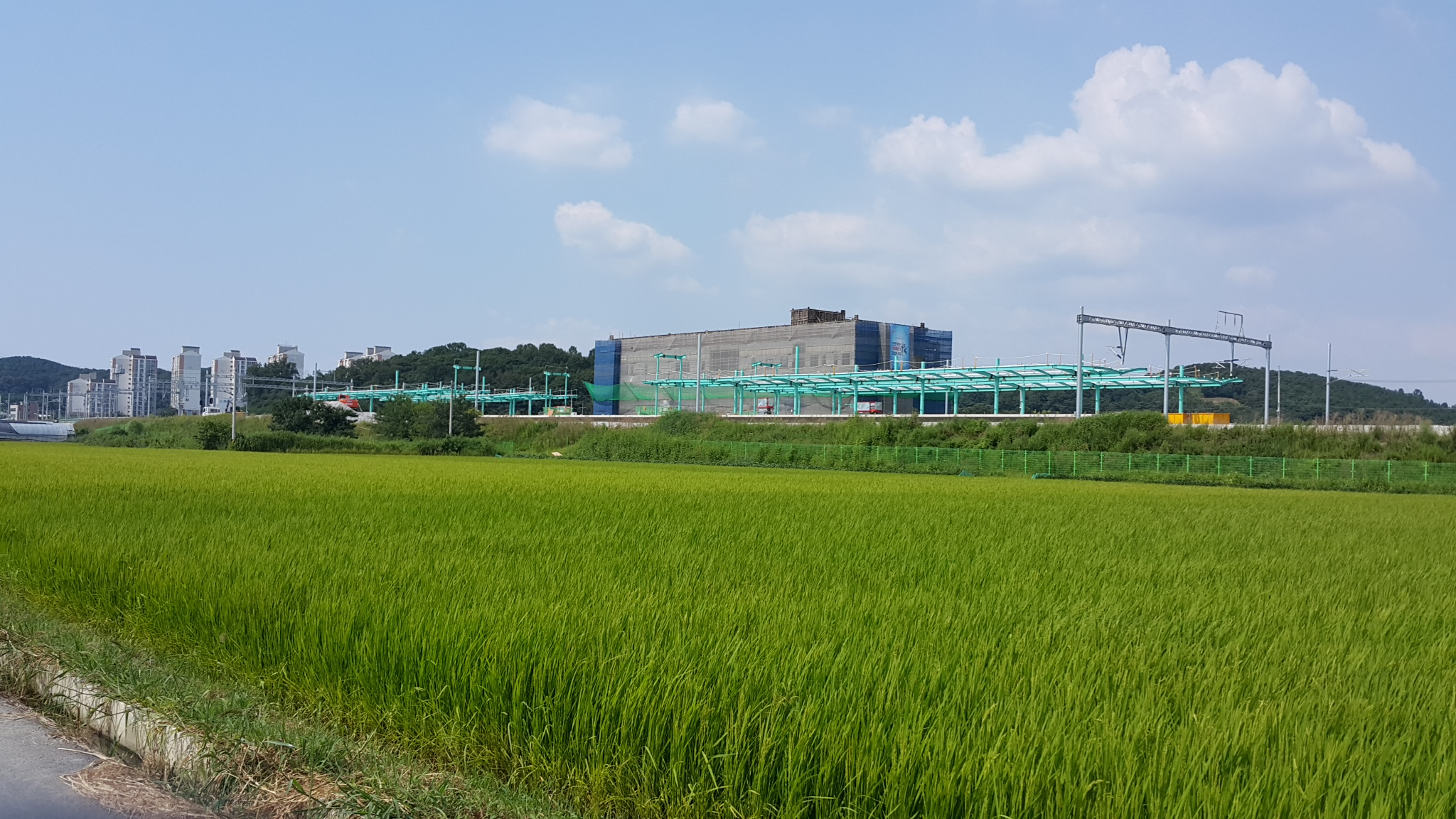
Quang cảnh lúc thi công (25/08/2019)
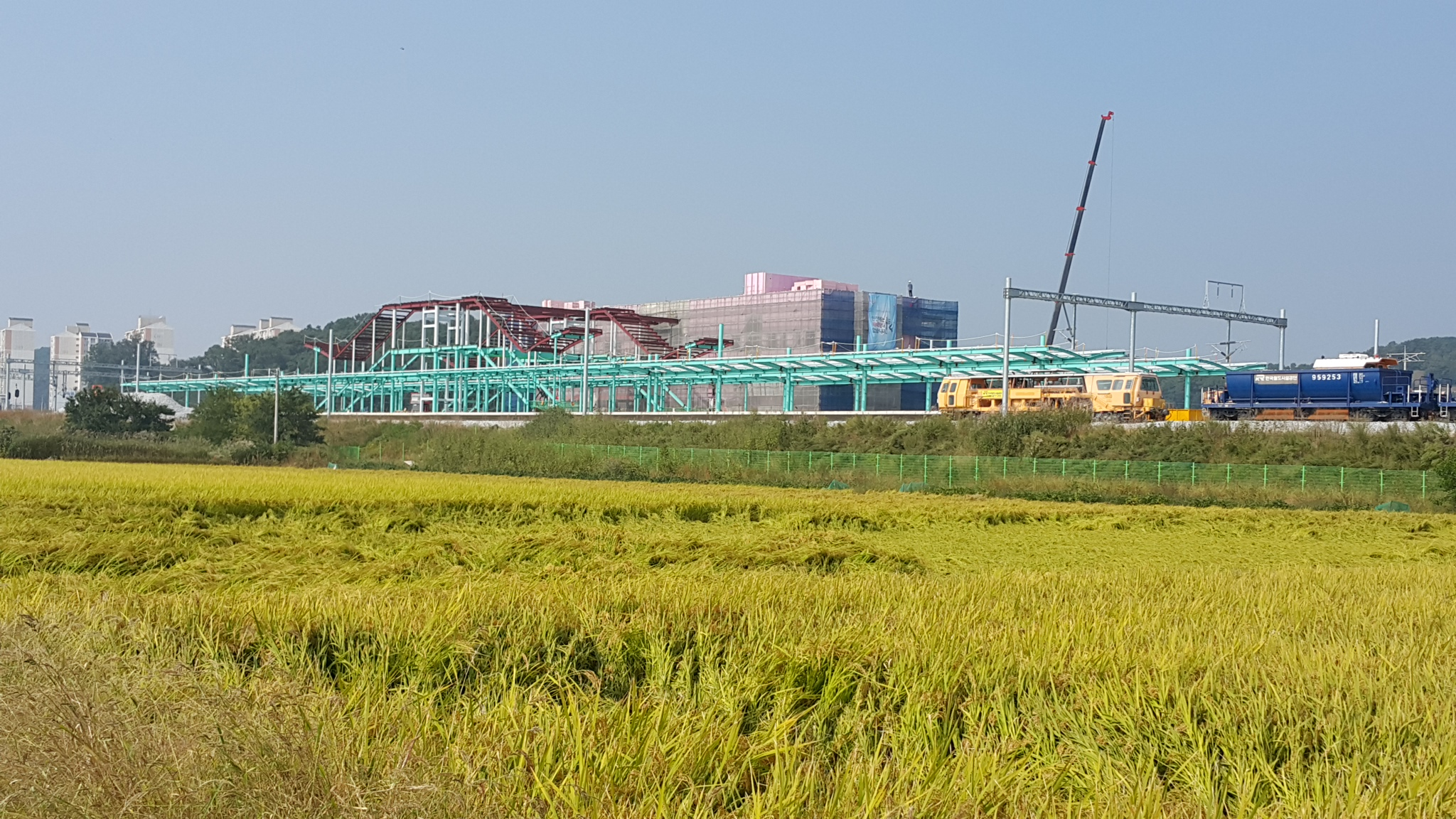
Quang cảnh lúc thi công (30/09/2019)
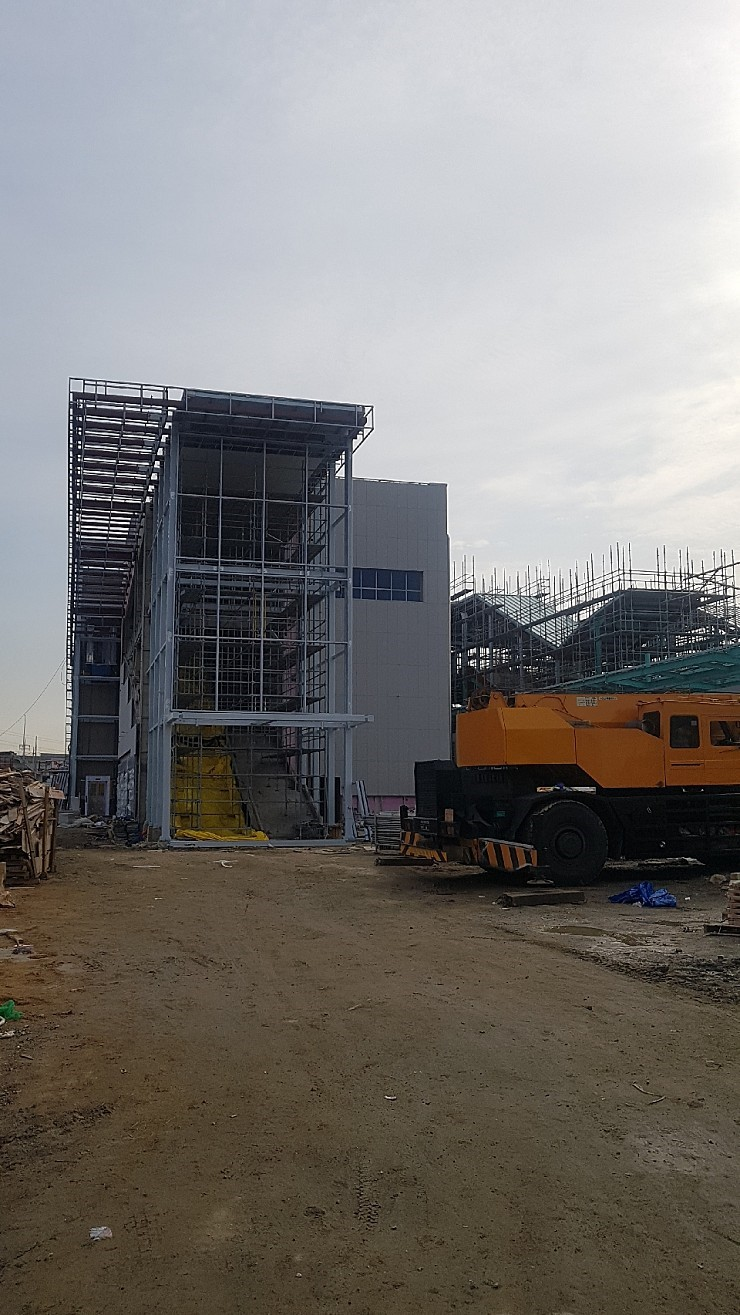
Quang cảnh lúc thi công (24/11/2019)
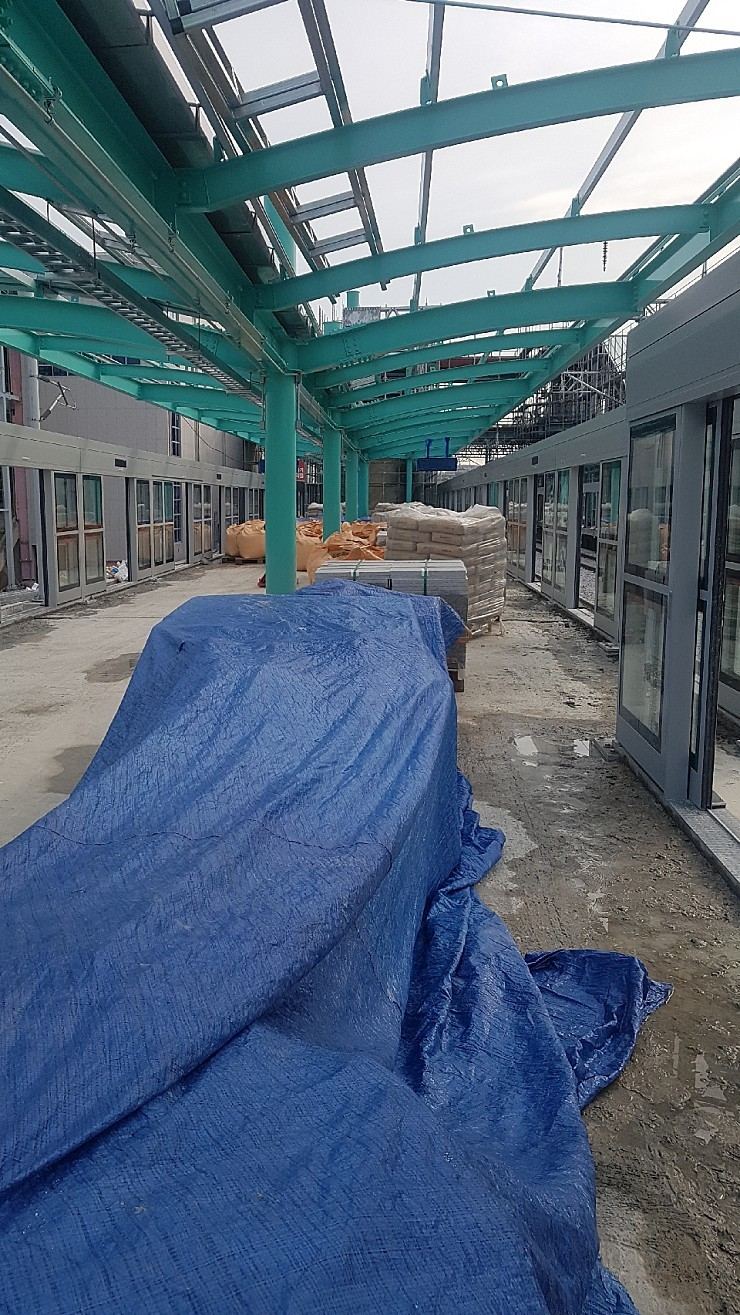
Mặt bằng lúc thi công (24/11/2019)
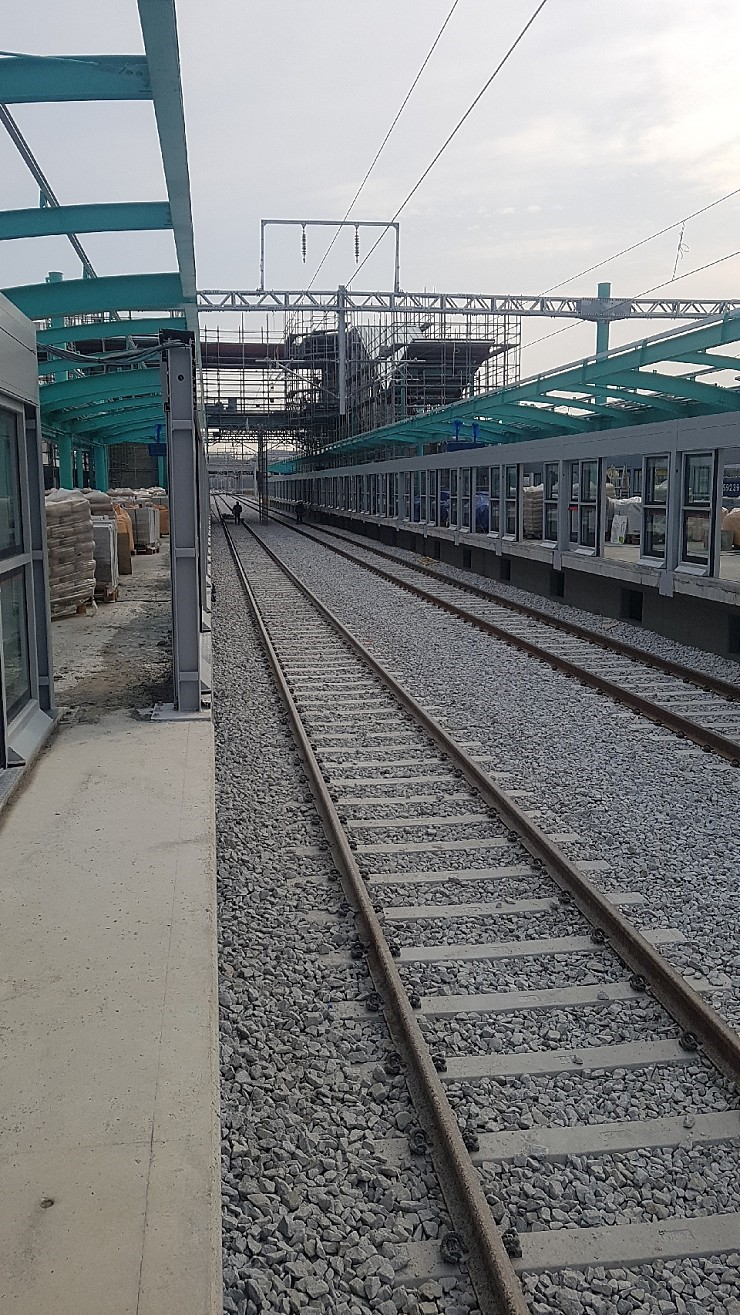
Mặt bằng lúc thi công (24/11/2019)
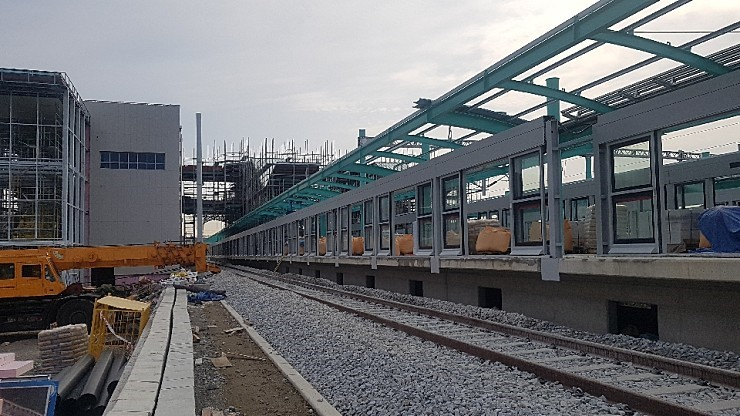
Mặt bằng lúc thi công (24/11/2019)
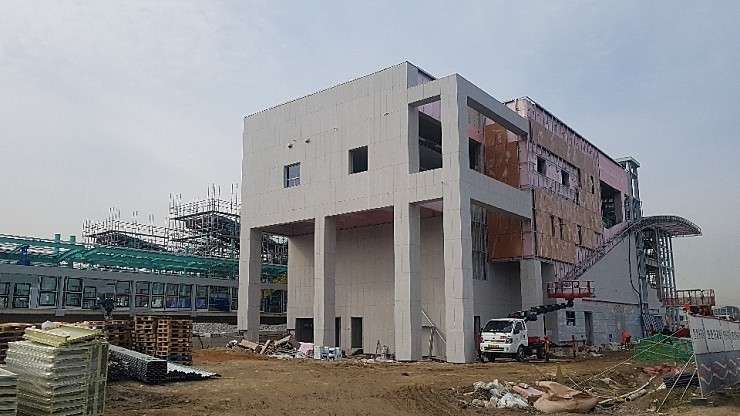
Quang cảnh lúc thi công (24/11/2019)
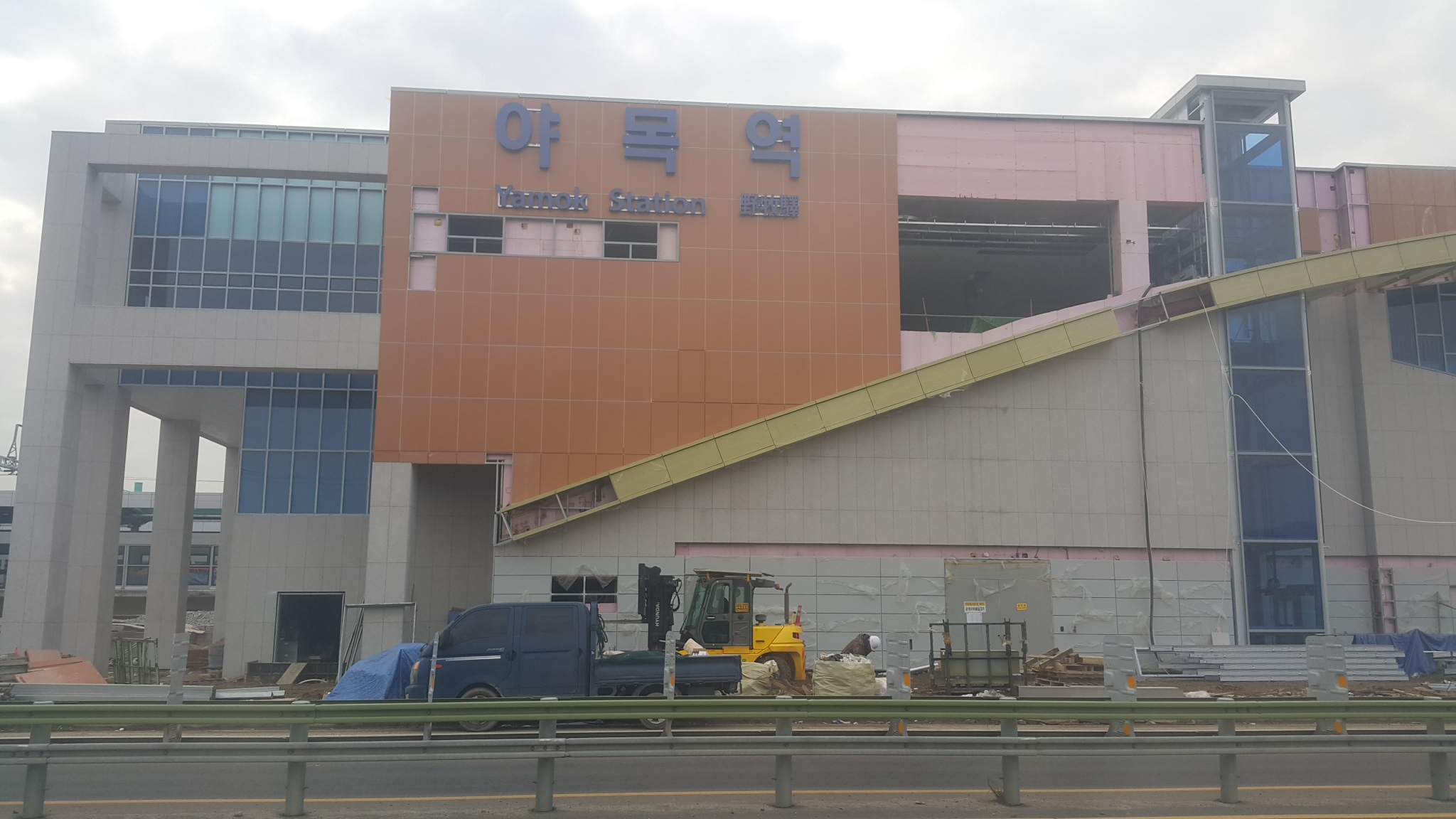
Nhà ga lúc xây dựng (25/12/2019)
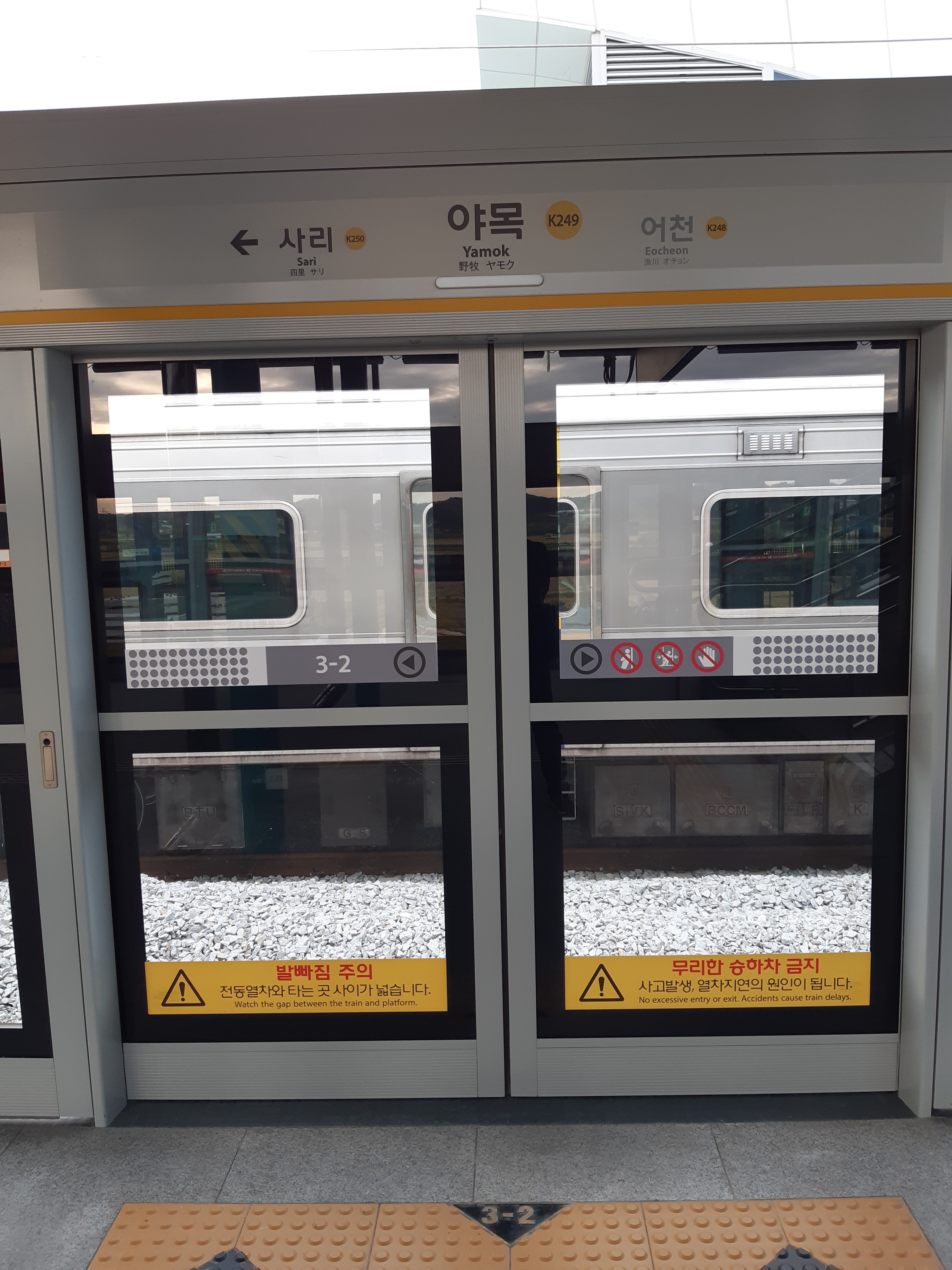
Cửa chắn sân ga